# レポ船
レポ船（レポせん）とは、日本の北方領土近海で、ソビエト連邦（ソ連）のためのスパイ活動を行っていた日本の漁船のことである。これらの漁民たちはソ連側に日本側の情報を提供することの見返りとして、ソ連の国境警備隊に北方海域での密漁を黙認されていた。由来は「レポート」から。別名ロスケ船頭。

## 概要
1945年9月に千島列島全域がソ連の占領下に入り、北海道、とくに根室地方の漁師たちは、その広大な漁場を失うことになった。その後もこの失われた漁場へ出漁して、ソ連の国境警備隊に拿捕される例が相次ぎ、こうした拿捕の危険なしに北方海域で自由に操業できないかと考える者の中から、レポ船が現れたとされる。
レポ船は、ソ連に対して海上保安庁の情報や、日本の港湾施設などの写真、あるいは一般的な新聞や雑誌などを提供し、その見返りとして、当該水域での密漁を黙認してもらっていた。こうした漁民による対日有害活動は、日本の海上保安庁、警察庁警備局外事課（公安警察）、公安調査庁等の警戒するところとなった。しかし、その「現場」が日本政府の主権の及ばない場所であるために、公判を維持できるための証拠収集が不十分となり、実際に起訴にまでもちこまれた事案は少なかった。
ベトナム戦争期の1960年代後半には、左派反米組織「ベトナムに平和を!市民連合」（ベ平連）の支援を受けたアメリカ軍の脱走兵が、レポ船の助けを借りて違法にソ連に渡った例もある（いわゆる根室ルートの開拓）。なお、これらのベ平連関係者に対してはソ連国家保安委員会（KGB）からの資金援助（間接侵略）がおこなわれていたことが、ソビエト連邦の崩壊後に機密解除となったソ連政府の書類や当時のKGB工作員により暴露されている他、べ平連関係者もそれを認めている。
冷戦が緊張感を増していた1970年代から1980年代前半は、ソ連のスパイ行動の一翼を担う立場であったレポ船も、ソ連の崩壊が近づくに従い、生活物資が行き届かない末端のソ連連邦公務員への物資（家電製品や衣類）の提供という、密貿易の意味合いが強くなったという。冷戦は1991年のソ連崩壊で終結し、それと共にレポ船の活動も終息した。

## レポ船を題材とした作品
- Gメン'75 - 283話・「オホーツク海の幽霊船」
- ハロー張りネズミ - 「国境の町事件シリーズ」
- 日本統一北海道編-「第３話」
- 雪月夜  馳星周